# Výnos
Výnos v ekonomii podniku představuje peněžní částky, které podnik získal z veškerých svých činností za určité období (měsíc, rok) bez ohledu na to, zda v tomto období došlo k jejich úhradě. Opakem výnosů jsou náklady.
Výnosy podniku tvoří:
- provozní výnosy získané v provozně-hospodářské činnosti podniku (tržby za prodej)
- finanční výnosy získané z finančních investic, cenných papírů, vkladů a účastí
- mimořádné výnosy získané mimořádně, například prodejem odepsaných strojů

Rozdíl mezi výnosy a náklady tvoří výsledek hospodaření podniku: převyšují-li výnosy, jde o zisk, převyšují-li náklady, jde o ztrátu.

## Obrat
Obrat je ekonomický termín, znamenající množství finančních prostředků přijatých ekonomickým subjektem za konkrétní období (účetní období). Například u obchodníka je to souhrn toho, co zákazníci zaplatili za zboží, které si u něj koupili. Nejčastěji se mluví o denním, kvartálním nebo ročním obratu. V některých kontextech se též označuje jako tržby, výnosy nebo příjmy. Firmy, které vedou účetnictví, používají termín obrat jako ekvivalent pojmu výnosy (to, na co má firma nárok, nikoliv to, co bylo zaplaceno).
Anglický termín turnover se v tomto smyslu používá v Evropě. Ve Spojených státech amerických se tak označuje obrátkovost. Americký termín je revenue.
Obrat je z pohledu zákona definován dvěma zákony:
- Zákon o účetnictví definuje v § 1d odst. 2). čistý obrat jako výši výnosů sníženou o prodejní slevy, tzn. že obrat je úhrn částek na účtech účtové třídy 6.

- Zákon o DPH definuje v § 4a obrat jako výnosy za uskutečněná zdanitelná plnění s výjimkou plnění, která jsou od DPH osvobozená bez nároku na odpočet. Tato definice se týká osob, které vedou účetnictví. Pro osoby, které vedou daňovou evidenci, je obrat z hlediska DPH definován jako příjmy za uskutečněná plnění s výjimkou plnění, kterou jsou osvobozená bez nároku na odpočet.

Kromě těchto definic se používá i pojem obrat účtu nebo obrat strany účtu. Je to hodnota, která představuje součet všech zaúčtovaných položek na příslušnou stranu účtu (Má dáti nebo Dal) za příslušné období. Do obratu se nezapočítává počáteční zůstatek.